# Campionati mondiali master di orientamento 2002
Manifestazione svolta dal 6 all'11 ottobre 2002 in  Australia a Bendigo.

## Categorie maschili
| Categoria | oro             | argento         | bronzo               |
| --------- | --------------- | --------------- | -------------------- |
| M35       | Timo Nurmela    | Eddie Wymer     | Michael Finkenstaedt |
| M40       | Håkan Eriksson  | Jozef Pollak    | Jon Musgrave         |
| M45       | Trond Ronneberg | Stefan Carlsson | Ted De St. Croix     |
| M50       | Tom A Karlsen   | Dieter Wolf     | Pekka Marti          |
| M55       | Ross Brighouse  | Risto Orpana    | Tommy Olsson         |
| M60       | Helge Bjaaland  | Göran Andersson | Henrik Hvoslef       |
| M65       | Sivert Axelsson | Ulf Eskilsson   | Alex Kerr            |
| M70       | Ulf Smedberg    | Nils Erik Åberg | Don Young            |
| M75       | Herman Wehner   | Neil Schafer    | Lennart Pettersson   |
| M80       | Gunnar Karlsson | Gordon Clarke   | Rolf G Skarby        |

## Categorie femminili
| Categoria | oro                | argento            | bronzo                   |
| --------- | ------------------ | ------------------ | ------------------------ |
| W35       | Marquita Gelderman | Lorna Eades        | Christine Marshall       |
| W40       | Anthea Feaver      | Liz Abbott         | Jean Cory-Wright         |
| W45       | Jane Johansson     | Jenny Bourne       | Marja-Leena Väli-Klemelä |
| W50       | Karin Gustafsson   | Anitra Dowling     | Ingrid E Ström           |
| W55       | Patricia Aspin     | Jill Dalton        | Kati Peltola             |
| W60       | Erica Huggler      | Ulla Lindhe        | Gunni Ekberg             |
| W65       | Inger Vamnes       | Irma Andersson     | Sue Birkinshaw           |
| W70       | Aune Jalava        | Pirkko Salmenkylä  | Simone Ferraris          |
| W75       | Jo Hiller          | Helena Zielczynska | Astrid Andersson         |

## Medagliere
|    | Stato         | oro | argento | bronzo | Totale |
| -- | ------------- | --- | ------- | ------ | ------ |
| 1  | Svezia        | 6   | 6       | 6      | 18     |
| 2  | Norvegia      | 4   | -       | 1      | 5      |
| 3  | Australia     | 3   | 5       | 2      | 10     |
| 4  | Nuova Zelanda | 3   | 1       | 1      | 5      |
| 5  | Finlandia     | 2   | 2       | 2      | 6      |
| 6  | Svizzera      | 1   | 1       | 1      | 3      |
| 7  | Regno Unito   | -   | 1       | 2      | 3      |
| 8  | Francia       | -   | 1       | 1      | 2      |
| 9  | Polonia       | -   | 1       | -      | 1      |
| 9  | Slovacchia    | -   | 1       | -      | 1      |
| 11 | Canada        | -   | -       | 2      | 2      |
| 12 | Germania      | -   | -       | 1      | 1      |